# فيليبي كورديرو دي أراوغو
فيليبي كورديرو دي أراوغو هو لاعب كرة قدم برازيلي في مركز الدفاع، ولد في 13 أغسطس 1991 في Mari, Paraíba ‏ في البرازيل. لعب مع أتلتيكو مينيرو.

## وصلات خارجية
- فيليبي كورديرو دي أراوغو على موقع قاعدة بيانات كرة القدم.إي يو (الإنجليزية)
- فيليبي كورديرو دي أراوغو على موقع Soccerway.com (الإنجليزية)